# Павле Горанин Илија
Павле Горанин — Илија (Вараждин, 13. октобар 1915 — Жунови, код Вареша, 2. јануар 1944), учесник Народноослободилачке борбе и народни херој Југославије.

## Биографија
Павле Горанин рођен је 13. октобра 1915. године у Вараждину. Његов отац Мавро био је професор у сарајевској гимназији, а млађи брат Срећко, студент.
Павле је у Сарајеву завршио основну школу и гимназију, 1938. године дипломирао на Правном факултету у Београду, а затим радио у Сарајеву у канцеларијама сарајевских адвоката. Као ђак виших разреда гимназије укључио се у револуционарни омладински покрет и радио на организовању и прикупљању омладине.
У Београду је био активиста револуционарног студентског покрета и већ 1936. године постао је члан Комунистичке партије Југославије. Био је један од покретача и потписника познатог прогласа босанскохерцегвачких студената из 1937. године за аутономију Босне и Херцеговине. Радио је у студентском друштву „Петар Кочић“ и у другим студентским удружењима. Био је врло способан у организовању илегалне партијске технике.
По завршетку студија у Сарајеву, био је међу најактивнијим комунистима. Учествовао је у готово свим напедним политичким акцијама. Био је организатор штрајка у творници чарапа „Кључ“ у Сарајеву. Често је био хапшен, кажњаван и прогањан, али би увек настављао револуционарну активност. Павле Горанин био је један од главних ослонаца групи партијских руководилаца, који су по директиви Централног комитета КПЈ вршили реорганизацију партијске и скојевске организације у Босни и Херцеговини.
Првобитно је био члан, а затим секретар Месног комитета КПЈ у Сарајеву. Када је 1939. године именована комисија за рад са омладином при Покрајинском комитету КПЈ за БиХ, он је био одређен за њеног члана, а ускоро потом постао је и члан Покрајинског комитета СКОЈ-а и Централног комитета СКОЈ-а. Био је и члан Окружног комитета КПЈ за Сарајево и његов делегат на Покрајинској конференцији КПЈ за БиХ, 27. и 28. јула 1940. године.
Априлски рат и капитулација југословенске краљевске војске затекли су Павла Горанина у Сарајеву, на раду у Месном комитету КПЈ. Одмах по доласку усташа у Сарајево, за њим је била расписана потерница, тако да је Павле стално био изложен опасности да буде ухапшен. Поред тога, он је и даље био активан у партијској организацији. Једном приликом усташе су успели да га ухапсе, али им се на путу ка згради полиције истргнуо, оставивши им у рукама само свој капут.
Јула 1941. године отишао је у партизане, где је био заједно са Славишом Вјанером и Слободаном Принципом, скупљао оружје и ангажовао партизанске борце на Романији. Био је први политички комесар Романијског партизанског одреда, најбројнијег и најславнијег одреда у источној Босни. Након тога је био комесар Романијског батаљона и члан Првог Народноослободилачког суда у ослобођеном Сокоцу. Горанин је учествовао у свим борбама и успесима Романијског батаљона у борби против Немаца, усташа и четника. Учествовао је на познатом Партијском саветовању у Иванчићима 7. и 8. јануара 1942. године.
Када су због четничког сврставања на страну окупационих снага и непријатељске офанзиве настали тешки дани за Народноослободилачки покрет у источној Босни, Илија је био на челу Првог ударног босанског батаљона, који је одолевао свим покушајима четника, усташа и Немаца да разбију устанак у овој области. Из овог и других батаљона настала је 2. августа 1942. године Шеста источно-босанска бригада, чији је он био један од најистакнутијих организатора. Истакао се у многим борбама. У фебруару 1942. године отишао је у Соколовиће где су четници одржавали свој збор и у лице им је рекао истину о издаји Драже Михаиловића и његових официра, не страхујући ни тренутка за свој живот.
Крајем 1942. године примио је дужност заменика политичког комесара Групе ударних мајевичких батаљона, из које је у марту 1943. године никла Прва мајевичка ударна бригада. Илија је био први комесар те бригаде. С њом је прошао све битке у Петој непријатељској офанзиви, а затим и многе борбе на Романији, Бирчу и Мајевици, све до првог ослобођења Тузле, октобра 1943. године.
Крајем новембра 1943. године именован је за политичког комесара 27. дивизије. На тој је дужности погинуо 2. јануара 1944. године код села Жунови, источно од Вареша, од авионске бомбе која је пала поред куће у којој се налазио штаб дивизије.
Сахрањен је у Гробници народних хероја у Сарајеву.
Одлуком Председништва Антифашистичког већа народног ослобођења Југославије (АВНОЈ), 18. априла 1944. године, међу првим борцима Народноослободилачке војске, проглашен је за народног хероја.